# Afrixalus nigeriensis
Afrixalus nigeriensis är en groddjursart som beskrevs av Schiøtz 1963. Afrixalus nigeriensis ingår i släktet Afrixalus och familjen gräsgrodor. Inga underarter finns listade i Catalogue of Life.
Arten har två populationer i västra Afrika. Den första hittas i Nigeria och angränsande regioner av Benin, den andra sträcker sig från Ghana till Liberia och södra Guinea. Detta groddjur lever i låglandet och i bergstrakter upp till 1000 meter över havet. Exemplaren vistas i regnskogar, i andra fuktiga skogar och vid buskar intill odlingsmark. Jämförd med Afrixalus dorsalis fördrar arten tätare växtlighet. Äggen läggs på blad som finns ovanför pölar. Grodynglen hamnar sedan i vattnet.
Beståndet hotas regionalt av landskapsförändringar. På arten hittades en skadlig svamp. Hela populationen är fortfarande stor. IUCN kategoriserar arten globalt som livskraftig.